# ビッグベン (企業)
株式会社ビッグベン（英称: Big Benn Inc.）は、タレント・文化人などのマネージメントおよびテレビ・ラジオ・イベント等へのキャスティング業務を行う企業である。

## 所属タレント
- 中野信子（脳科学者）
- 勝間和代（経済評論家）
- 山下春幸（オーナー／シェフ）
- 上念司（経済評論家）
- 立川談慶（落語家）
- たかまつなな（お笑いジャーナリスト・パートナー契約）
- 香川愛生（女流棋士）
- 是永大輔（サッカークラブ経営者）
- 深井順子（俳優／FUKAIPRODUCE羽衣 主宰）
- 白濱龍太郎（医学博士／睡眠学研究者）
- あおい有紀（フリーアナウンサー／和酒コーディネーター）
- 平方彰（スポーツマーケター／一般社団法人日本eスポーツ連合 専務理事）
- 立花龍司（コンディショニングコーチ）
- 小島慶子（タレント／エッセイスト）
- 古田敦也（スポーツコメンテーター・業務提携）